# Palpostoma desvoidyi
Palpostoma desvoidyi är en tvåvingeart som beskrevs av Aldrich 1922. Palpostoma desvoidyi ingår i släktet Palpostoma och familjen parasitflugor. Inga underarter finns listade i Catalogue of Life.